# Sidi Bennour (província)
Sidi Bennour é uma província de Marrocos que faz parte da região de Casablanca-Settat. Tem 3,276 km² de área e em 2014 tinha 452 448 habitantes. A sua capital é a cidade de Sidi Bennour. Até à reforma administrativa de 2015 fazia parte da extinta região de Doukkala-Abda.

## Limites
Os limites da província são:
- Noroeste com a província de El Jadida[3].
- Nordeste com a província de Settat[3].
- Sudeste com as província de Rehamna e Youssoufia[3].
- Sudoeste com a província de Safim[3].
- Oeste pelo Oceano Atlântico[3].

## História
Província criada em 2009 por desmembramento da província de El Jadida.

## Geografia

### Clima
O clima é do tipo mediterrâneo semiárido, com invernos temperados amenos e verões geralmente quentes e secos. A precipitação média anual é de 300 mm e a temperatura média anual de 19°C. Tem cerca de 3.000 horas de sol por ano.

## Organização administrativa
A província de Sidi Bennour está dividida em 2 Municípios e 2 círculos (que por sua vez se dividem em 23 comunas). 

### Os Municípios
Os municipios são divisões de caracter urbano.
| Municípios   | Área (em km²) | Habitantes (em 2014) |
| ------------ | ------------- | -------------------- |
| Sidi Bennour | 10,64         | 55.815               |
| Zemamra      | 11,16         | 13.279               |

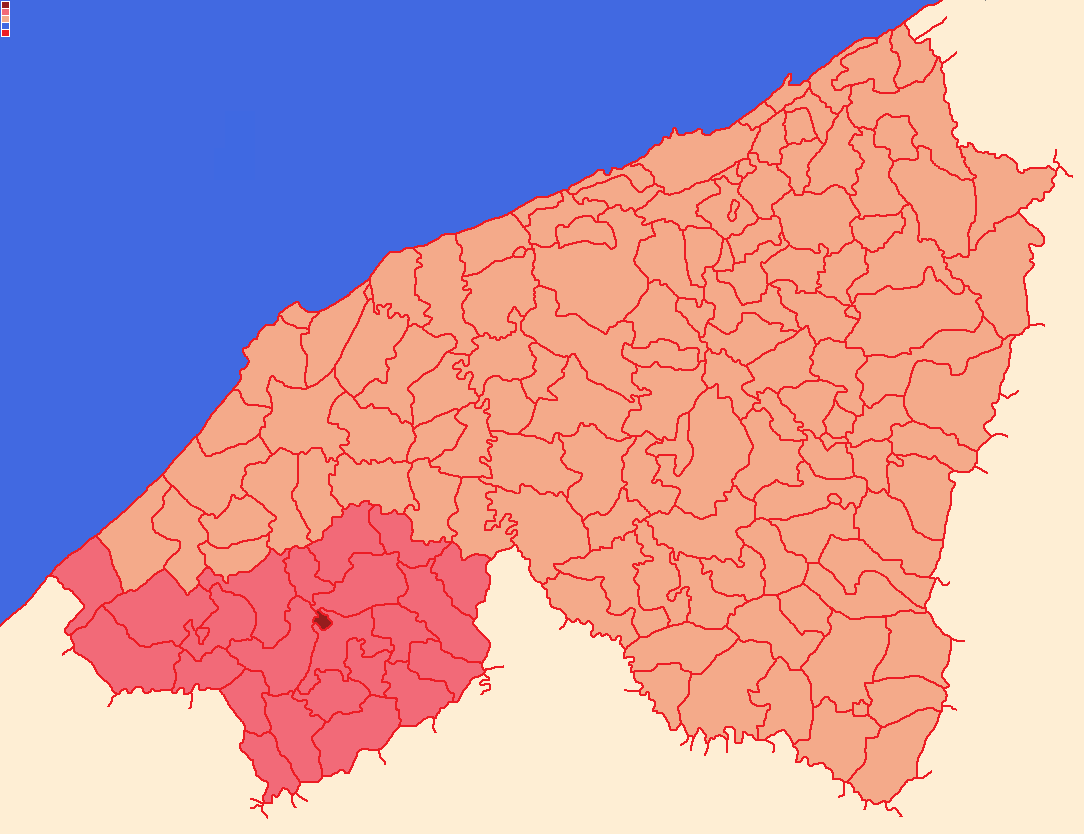
Município de Sidi Bennour
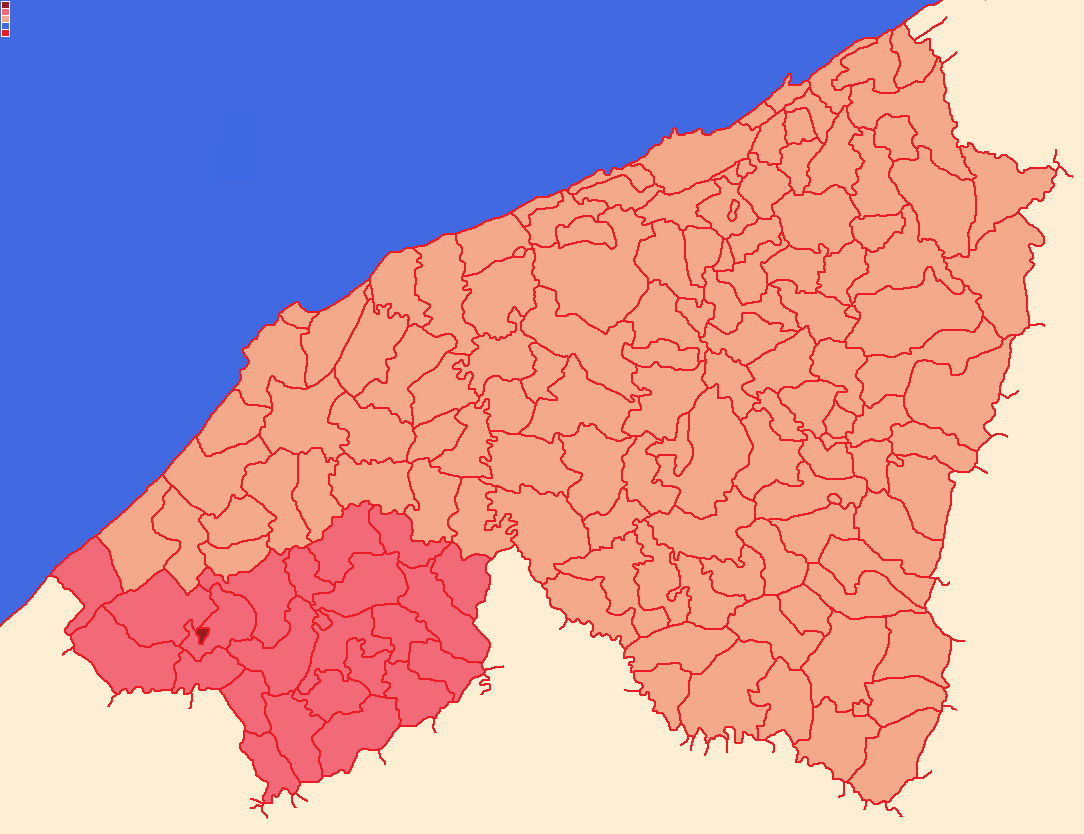
Município Zemamra

### Os Círculos
Os círculos são divisões de caracter rural, que por sua vez se dividem em comunas.
| Círculos     | Habitantes (em 2014) | comunas |
| ------------ | -------------------- | --- |
| Sidi Bennour | 253.952              | Bni Hilal, Bni Tsiriss, Bouhmame, Jabria, Khmis Ksiba, Koudiat Bni Dghough, Kridid, Laagagcha, Laamria, Laaounate, Laatatra, Lmechrek, Metrane, M'Tal, Oulad Amrane, Oulad Boussaken, Oulad Si Bouhya, Tamda |
| Zemamra      | 129.402              | Laghnadra, Lgharbia, Loualidia, Oulad Sbaita, Saniat Berguig |

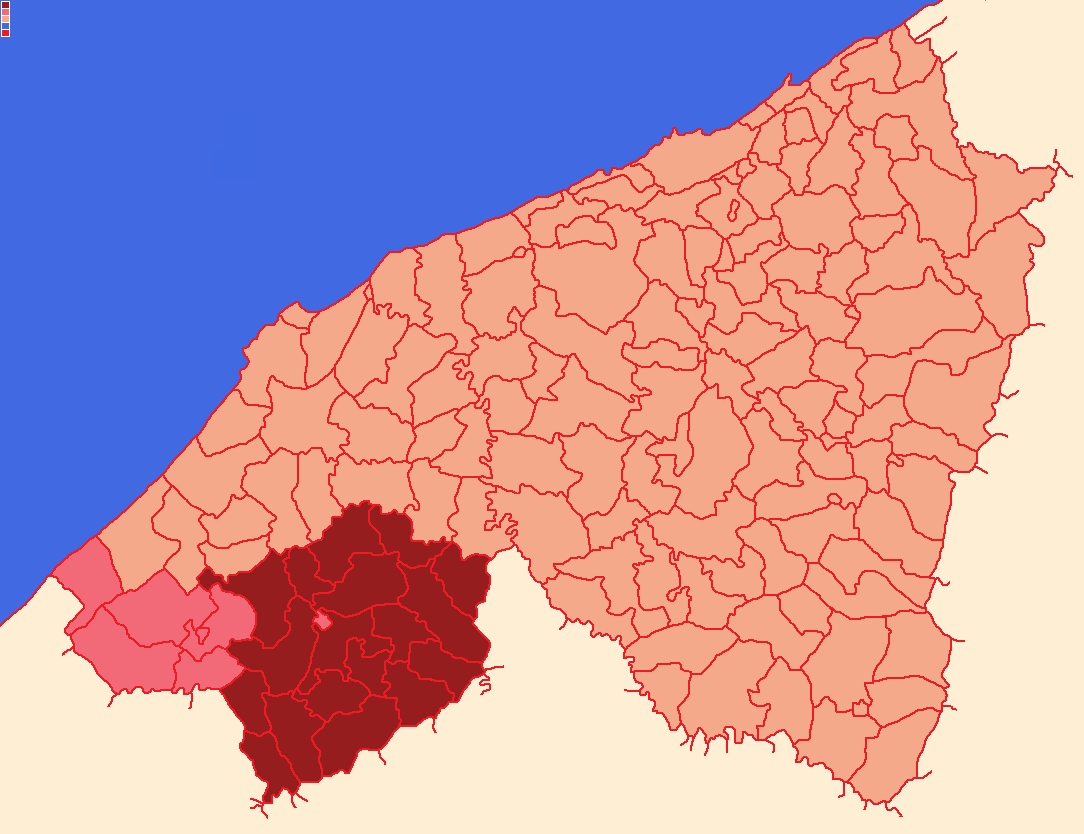
Circulo de Sidi Bennour
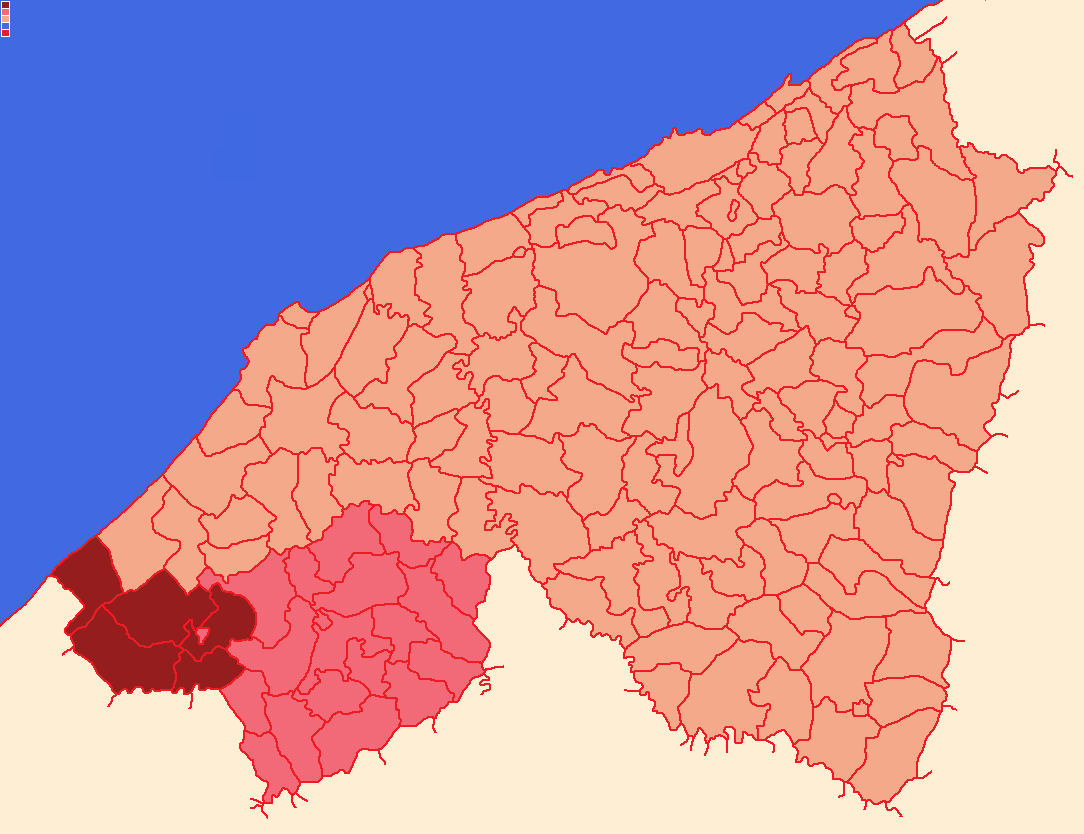
Circulo de Zemamra

#### As Comunas
As comunas são divisões de carácter rural, que se agrupam em círculos.
| Comuna              | Círculo      | Área (em km²) | Habitantes (em 2014) |
| ------------------- | ------------ | ------------- | -------------------- |
| Bni Hilal           | Sidi Bennour | 119           | 17.843               |
| Bni Tsiriss         | Sidi Bennour | 110           | 14.067               |
| Bouhmame            | Sidi Bennour | 160           | 23.234               |
| Jabria              | Sidi Bennour | 92            | 19.676               |
| Khmis Ksiba         | Sidi Bennour | 138           | 5.665                |
| Koudiat Bni Dghough | Sidi Bennour | 152           | 15.181               |
| Kridid              | Sidi Bennour | 104           | 14.351               |
| Laagagcha           | Sidi Bennour | 89            | 13.748               |
| Laamria             | Sidi Bennour | 90            | 10.520               |
| Laaounate           | Sidi Bennour | 154           | 17.850               |
| Laatatra            | Sidi Bennour | 128           | 17.593               |
| Lmechrek            | Sidi Bennour | 80            | 16.141               |
| Metrane             | Sidi Bennour | 123           | 10.580               |
| M'Tal               | Sidi Bennour | 114           | 9.913                |
| Oulad Amrane        | Sidi Bennour | 137           | 12.252               |
| Oulad Boussaken     | Sidi Bennour | 140           | 7.390                |
| Oulad Si Bouhya     | Sidi Bennour | 128           | 18.198               |
| Tamda               | Sidi Bennour | 82            | 9.750                |
| Laghnadra           | Zemamra      | 125           | 33.553               |
| Lgharbia            | Zemamra      | 176           | 22.729               |
| Loualidia           | Zemamra      | 119           | 18.616               |
| Oulad Sbaita        | Zemamra      | 240           | 25.650               |
| Saniat Berguig      | Zemamra      | 188           | 28.854               |

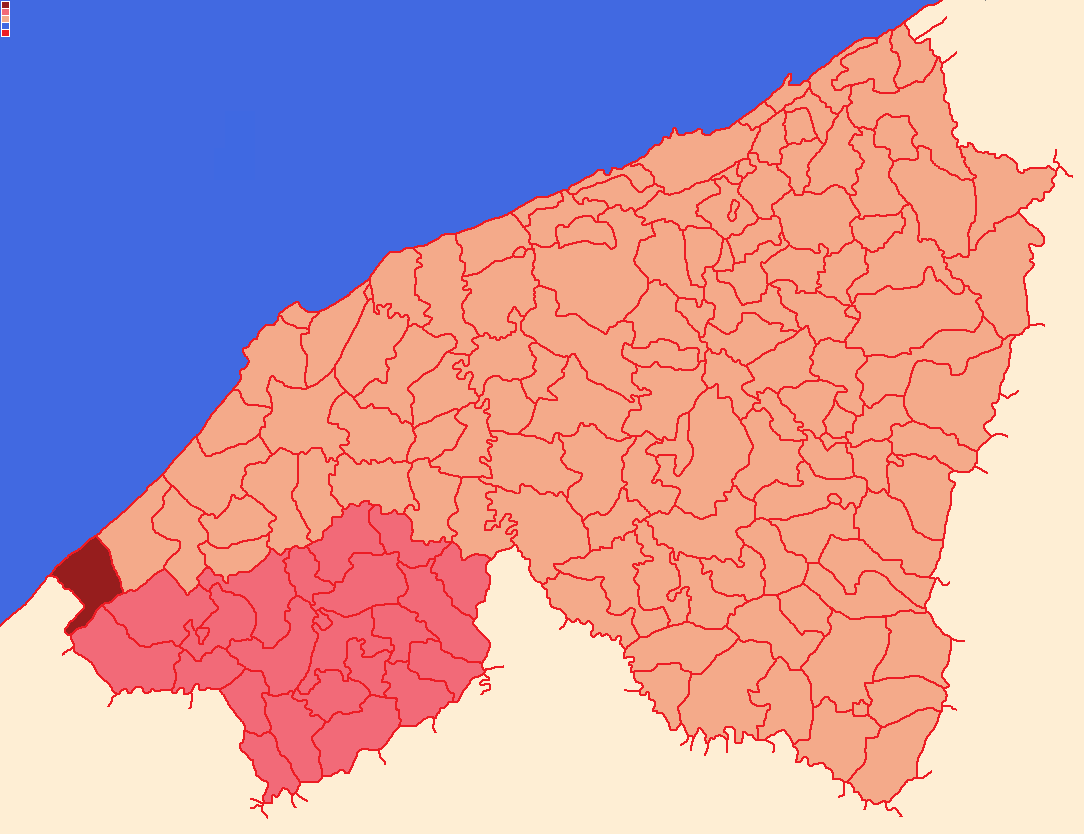
Comuna de Loualidia

##### Principais povoações nas comunas
As principais povoações nas comunas são:
| Povoação      | Comuna       | Habitantes (em 2014) |
| ------------- | ------------ | -------------------- |
| Loualidia     | Loualidia    | 7.770                |
| Laaounate     | Laaounate    | 5.185                |
| Sebt Lamaarif | Kridid       | 1.834                |
| Oulad Amrane  | Oulad Amrane | 1.799                |

## Demografia

### Crescimento demográfico
O crescimento demográfico da província foi a seguinte:
| 2004    | 2014    |
| ------- | ------- |
| 440 061 | 452 448 |

### População urbana e rural
A província de Sidi Bennour em 2004 tinha 440 061 habitantes, sendo a taxa de urbanização próxima de 17%.